# Plectus parietinus
Plectus parietinus är en rundmaskart. Plectus parietinus ingår i släktet Plectus och familjen Plectidae. Arten är reproducerande i Sverige. Inga underarter finns listade i Catalogue of Life.